# Reformierte Kirche Susauna

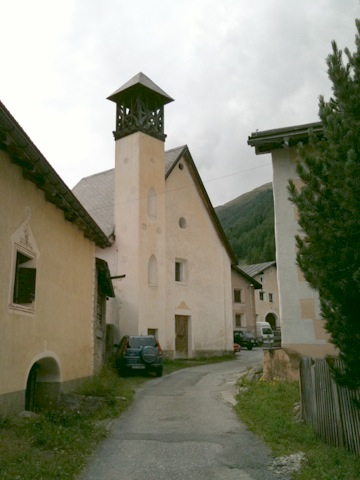
Aussenansicht

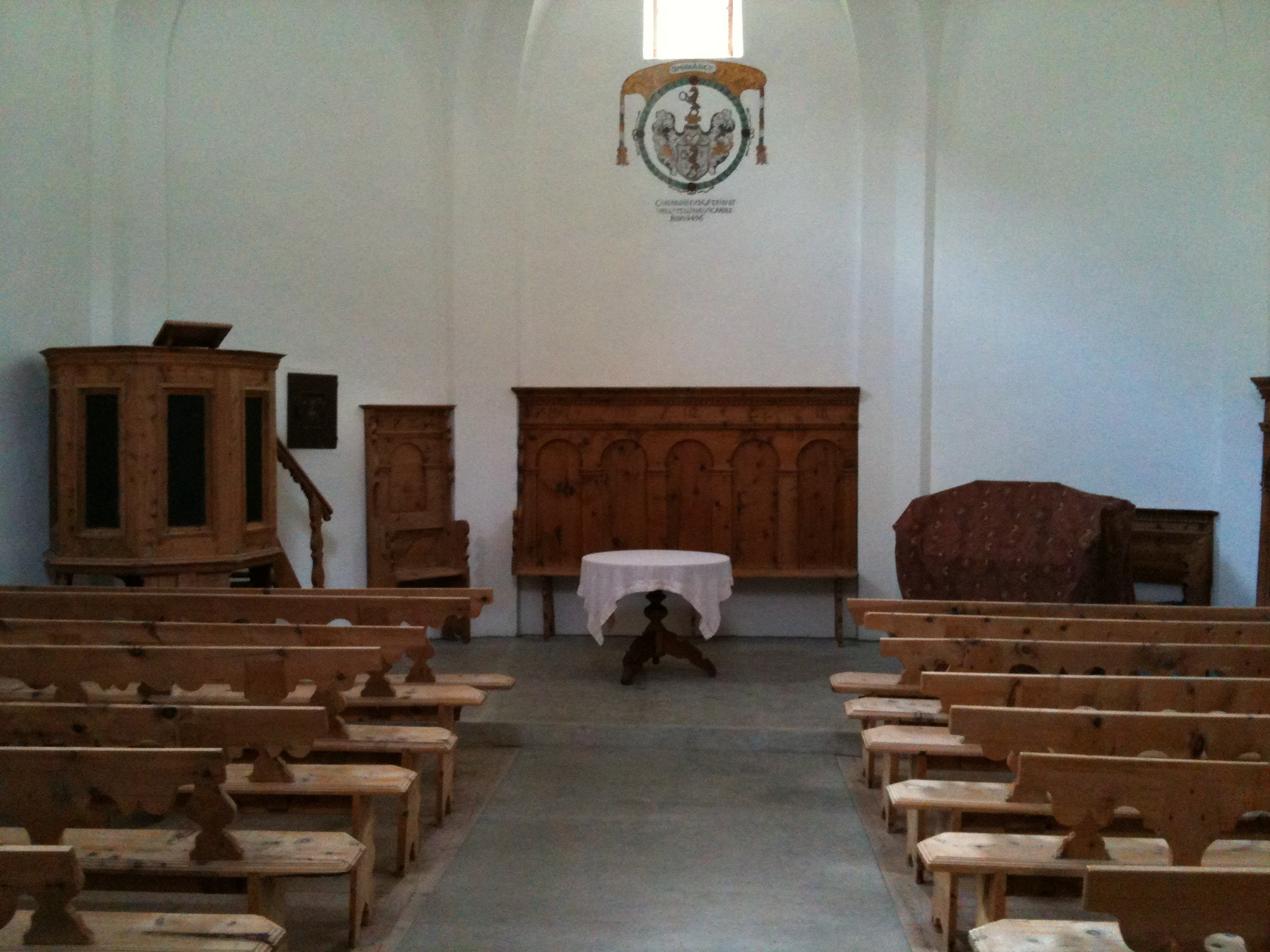
Innenansicht

Die reformierte Kirche in Susauna (im rätoromanischen Idiom Puter ausgesprochen: «Susäma» mit Betonung auf dem langen ä) im Oberengadin ist ein evangelisch-reformiertes Gotteshaus unter dem Denkmalschutz des Kantons Graubünden.

## Geschichte
Vor der Errichtung einer eigenen Kirche sind die Bewohner von Susauna im Hospiz Chapella zur Kirche gegangen, wo gelegentlich der Pfarrer von Zuoz predigte. Friedhofsstätte war die (heute nicht mehr gebrauchte, als Ruine rekonstruierte) Kirche St. Ulrich und Nikolaus und Hospiz in Chapella. Später schloss man sich S-chanf an. 1669 bekam Susauna eine eigene Kirche, gestiftet von Conradinus G. Perinius aus S-chanf, ehemaliger Vikar in Sondrio. Die Kirche wurde 1696 und damit in einer Phase der politischen und kirchlichen Konsolidierung im Oberengadin nach Ende der Bündner Wirren errichtet. Weiler und Kirche lagen damals an der Route über den Scalettapass nach Davos, die vor dem Ausbau der Albula- (1865) und Flüelastrasse (1867) wichtig für den Saumverkehr war.
Letztmals renoviert wurde die Kirche im Jahr 2006/07. Die Kirche verfügt weder über Heizung noch elektrisches Licht. Die Kirche Susauna liegt am Jakobsweg Graubünden von Müstair in die Innerschweiz.

## Ausstattung
(Quelle: )

### Äusseres
Die Kirche von Susauna hat sich weitgehend in ihrem Originalzustand von 1696 erhalten. Die nach Westen gerichtete Anlage ist ein einfacher Saalbau mit polygonalem Abschluss und steht in der nordwestlichen Hälfte des kleinen Weilers, von der Passstrasse leicht abgewinkelt. Auffallend ist ihre beengte Lage zwischen zwei Wohnhäusern. Die Lage erklärt sich aus dem nachträglichen Einpassen des Sakralbaus in ein bereits bestehendes Bautengefüge. In der Flucht der südlichen Längsseite, der Eingangsfront vorgelagert, steht ein Turm mit quadratischem Grundriss. Das Äussere des Kirchenbaus weist ausser einer Lisene an der Nordostecke und dem leicht vorspringenden niedrigen Sockel keinerlei Wandgliederung auf. Die gesamte Anlage ist mit einem glatten, weiss gestrichenen Verputz versehen, die Sockelzone grau gestrichen und an der Nordseite sowie an der polygonalen Rückseite des Chores durch einen grobkörnigen Verputz zusätzlich betont. An der Eingangsfassade wird durch das zentrale rechteckige Eingangsportal und die axial ausgerichteten drei verschiedenartigen Fenster(chen) darüber eine Betonung der Mitte erreicht. Besonders akzentuiert ist dabei der Eingang, der mit einer bescheidenen architektonischen Ritzdekoration umrahmt wird. Die barocke zweiflüglige Holztüre dürfte aus der Erbauungszeit der Kirche Ende des 17. Jh. stammen; sie weist vier mit Blendarkadenmotiven ausgefüllte Kassetten auf und verfügt noch über den originalen schmiedeeisernen, mit eingeritzten Verzierungen versehenen Schubriegel. Der schlanke Turm überragt das Kirchenschiff in der Höhe nur wenig. An der Strassenseite finden sich in der Achse des Eingangs zwei übereinanderliegende unverglaste Fensteröffnungen, die mit ihrer gotischen Spitzbogenform für das ausgehende 17. Jh. eher altertümlich anmuten. Das vorherrschende Element des Turmes bildet die offene gezimmerte Glockenstube, die von einem flachen Pyramidendach bekrönt wird. Dieses ist heute gleich dem westseitig abgewalmten steilen Satteldach des Schiffes mit Eternitplatten eingedeckt. Ältere Fotografien zeigen Ziegeldächer, bei der originalen Abdeckung dürfte es sich jedoch um Holzschindeln gehandelt haben.

### Inneres
Der längsgerichtete Einheitsraum weist die bescheidenen Ausmasse von 11 m × 7,30 m auf und ist in einen Schiffsbereich und einen Chorbereich gegliedert. Eine Vorhalle ist nicht vorhanden. Der Besucher betritt durch die Eingangstüre direkt das Schiff. Dieses ist in zwei Joche unterteilt, die jeweils mit einem Kreuzgratgewölbe überspannt sind. Die Gräte der Gewölbe entwickeln sich aus den lisenenartigen Vorlagen an den Seitenwänden, die in der Wandzone die Grenzen der beiden Joche markieren. In der Gewölbezone wird keine Abtrennung zwischen erstem und zweitem Joch mittels eines Gurtbogens gemacht. In den Bogenfeldern der einzelnen Joche findet sich je ein hochsitzendes Rechteckfenster. Der dreiseitig geschlossene Chor ist nicht eingezogen und dadurch räumlich nicht vom Schiff abgegrenzt. Eine Trennung der beiden Bereiche wird einzig durch eine Stufe angezeigt. Im Chor werden die Ecken durch geknickte Lisenen akzentuiert, aus denen sich im Gewölbebereich Spitzkappen entwickeln.
Unter dem hochsitzenden kleinen rechteckigen Fenster im Bogenfeld der Abschlusswand befindet sich ein üppiges gemaltes Wappen der Familie Perini aus S-chanf (aufrecht nach links schreitender Bär, der in den Vorderpranken einen Ring hält) mit der Devise OMNIA A DEO und der Unterschrift CONRADINUS G. PERINUS VALLIS TELLI- NAE VICARIUS ANNO 1696.
Die Kirche hat sich eine bäuerlich-schlichte barocke Ausstattung erhalten. Beidseits des Mittelganges verläuft je eine Reihe von elf Kirchenbänken, die auf einem mit Riemenbrettern ausgestatteten Boden festgemacht sind. Die Sitzflächen der Bänke weisen an ihren Rändern eine leichte Profilierung und gegen den Gang hin eine gekappte Ecke auf. Die Rückenlehne besteht aus drei senkrechten, balusterförmig ausgesägten Brettern und einer waagrechten Leiste, deren unteres Ende von einer durchgehenden Reihe von besonders schwungvollen Kielbögen verziert ist. Auch die Beine sind geschwungen. An der südlichen Schrägseite des Chores neben der westlichen Lisene befindet sich ein Einzelstuhl mit der eingeritzten Jahreszahl 1724. Es handelt sich hierbei wohl um einen Predigerstuhl, die Initialen IS RF können allerdings keinem der in Susauna im 18. Jahrhundert tätigen Pfarrer zugeordnet werden. Der geraden Chorseite und einem Viertel der nördlichen Schrägseite des Chores entlang verläuft ein den Einzelstuhl in der Höhe leicht überragendes Wandgestühl von 1700, das wie der Pfarrstuhl auch, eine geschlossene Lehne mit Blendarkaden und ein abschliessendes Gesims aufweist. Jedes Sitzkompartiment ist in der Lehne mit Initialen bezeichnet: PBG, ITD, IIZ, PTZ, IB, RK, IB. An der nördlichen Schrägseite, des Wandgestühls ein wenig abgerückt, findet sich eine zweiplätzige Sitzbank von 1686. Die auf vier Beinen stehende achteckige Holzkanzel mit Füllungen befindet sich an der südlichen Seite des Chores. Die Innenausstattung aus Arvenholz verleiht dem ansonsten völlig schmucklosen Innenraum einen besonderen Akzent.
Die Kirche von Susauna entspricht mit ihrem Einheitssaal ohne räumlich abgegrenzten Chorbereich den Liturgie und Raumvorstellungen der Reformation. Die karge Schlichtheit der architektonischen Ausgestaltung vermag die harmonische Proportionierung des Raumes zusätzlich zu unterstreichen. Als äusserst geschickt erweist sich die Platzierung der Kirche in die etwas beengte Parzelle, die als Bauplatz zur Verfügung stand. Der Bau nimmt nicht den Verlauf der Strasse auf, sondern steht abgewinkelt zu dieser. Der Grund für diese spezifische Ausrichtung erklärt sich, wenn man sich auf der alten Passstrasse vom Bach her der Siedlung nähert: Nur so wird der Sakralbau aus weiterer Distanz überhaupt erst sichtbar. Aus diesem Blickwinkel betrachtet stimmen denn auch die Dimensionen und die Stellung des Turmes, der im Vergleich zum Kirchenbau auf den ersten Blick als zu niedrig und gedrungen erscheint. Würde dieser hinten neben dem Chor stehen, wäre er gar nicht wahrnehmbar. Wäre er grösser, würde er die Kirche optisch erdrücken. Trotz ihrer bescheidenen Ausmasse vermag die Kirche so einen markanten Akzent im Ortsbild einzubringen.

## Glocke
In der gezimmerten Glockenstube hängt eine Glocke, Durchmesser 49,5 cm. Inschrift: SONO MEO AD DEUM VOCO EIUS VOCEM HOMO AUDI CORDE TOTO. PETRUS. D. R. A. PORTA, ECCL. SCAMFS PAR. PRAETOR JAKOB A PERINIS A. CHR. MDCCLXVI [1766]. Bilder: Perini-Wappen und Kruzifix.

## Kirchliche Organisation
Im kleinen Ort Susauna wurde 1554/55 (gemeinsam mit benachbarten Cinuos-chel) die Reformation eingeführt. Susauna hatte nur von 1773 bis 1779 mit Curdin Jachen Riola einen eigenen Pfarrer, sonst wurde es mit Pfarrern der Nachbargemeinden Cinuos-ch, S-chanf und Zuoz versehen. Die Evangelisch-reformierte Landeskirche Graubünden führte Susauna bis 2016 als Predigtstätte der Kirchgemeinde S-chanf, die mit Zuoz in Pastorationsgemeinschaft stand und zum Kolloquium VII Engiadin’Ota – Bregaglia – Poschiavo – Sursès gehörte. Seit 2017 gehört Susauna zur Evangelisch-reformierten Kirchgemeinde Oberengadin (romanisch: Baselgia evangelica-refurmeda Engiadin’Ota), umgangssprachlich Refurmo genannt.

## Galerie

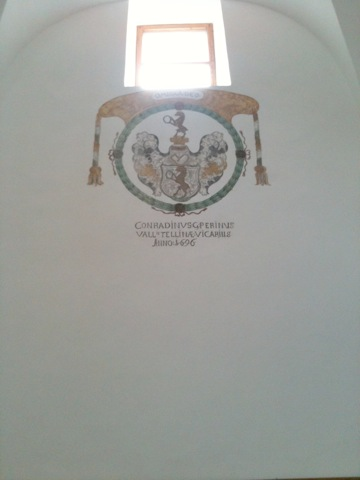
Wappen im Chor
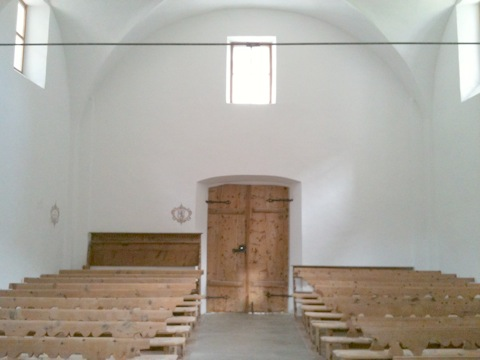
Blick aus dem Chor in das Schiff
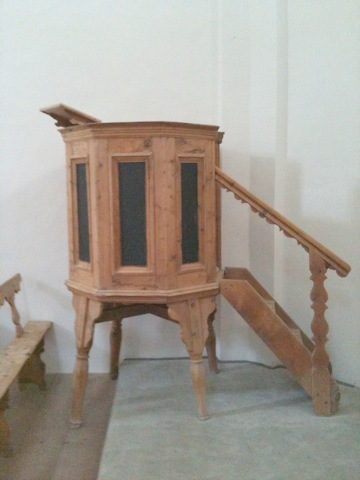
Kanzel
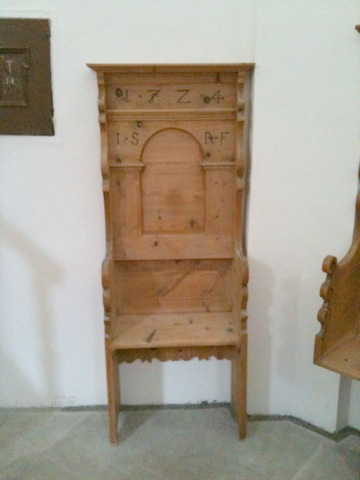
Predigerstuhl von 1724
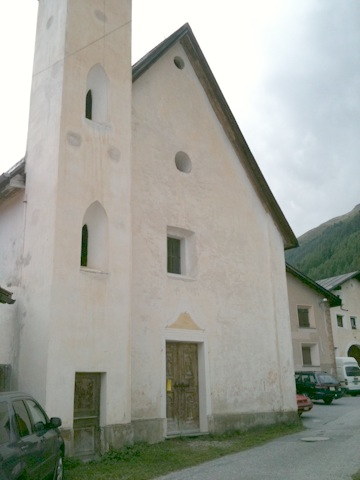
Portalseite
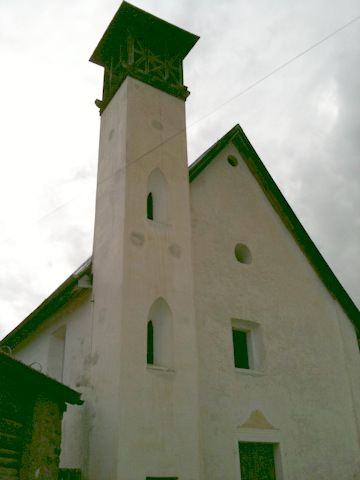
Der der Front vorgelagerte Turm